# Дзафферани, Грациа
Грациа Дзафферани (итал. Grazia Zafferani; род. 31 декабря 1972, Сан-Марино) — политический деятель Сан-Марино, капитан-регент Сан-Марино с 1 апреля по 1 октября 2020 года.

## Биография
Грациа Дзафферани принадлежит к знаменитой фамилии в своей стране. Она родилась под Новый 1973 год в столице государства Сан-Марино.
Она является бизнесменом в производстве и продаже одежды. Была одной из основательницей и первым руководителем новой партии левого толка в Сан-Марино — RETE Движение. С 2013 года постоянно избирается в парламент республики. Весной 2020 года была избрана одним из капитан-регентов Сан-Марино.

## Личная жизнь
Грациа Дзафферани замужем и у неё четверо дочерей. Она внучка Луиджи Дзафферани, который занимал пост капитана-регента Сан-Марино в 1947 году и племянница Россано Дзафферани, который дважды был капитан-регентом Сан-Марино в 1980—1981 годах и 1987—1988 годах.